# Сандриго
Сандрѝго (на италиански и на венециански: Sandrigo) е градче и община в Северна Италия, провинция Виченца, регион Венето. Разположено е на 64 m надморска височина. Населението на общината е 8453 души (към 2015 г.).